# Diplodina galii
Diplodina galii är en svampart som först beskrevs av Niessl, och fick sitt nu gällande namn av Pier Andrea Saccardo 1884. Diplodina galii ingår i släktet Diplodina och familjen Gnomoniaceae.   Inga underarter finns listade i Catalogue of Life.